# Museo alemán de la viticultura
El Deutsches Weinbaumuseum (en español, Museo alemán de la viticultura), situado en Oppenheim, Rheinhessen, (Alemania) es un museo privado, especializado y dedicado por completo a la viticultura y cultura del vino.
El museo fue fundado por los amigos y productores de vino Verein der Freunde und Förderer des Deutschen Weinbaumuseum e.V. en 1980. Es una institución que se ocupa de la promoción de estudios, eventos culturales y exposiciones destinadas a mejorar la cultura y la economía del vino y de la vid. 
A través de sus colecciones arqueológicas, etnográficas y artísticas, el museo ofrece información sobre el papel del vino en la cultura alemana, donde el vino siempre ha sido muy valorado no solo por sus propiedades y gusto, sino también como un producto cultural.

## El edificio
El museo del vino se encuentra en la antigua “Casa de la Orden Teutónica”, un histórico Hospital Civil, que más tarde se convirtió en Universidad Popular de la Comunidad. El edificio fue construido en 1746 y se caracteriza por un diseño elegante de lenguaje clásica, inspirado en el primer estilo barroco francés. Tiene dos pisos y una tejado de copete (llamada a veces tejado francés o de mansarda). La fachada central es tripartita coronada con un frontón triangular, destacando sólo el almohadillado que adorna los soportes.
Durante siglos, Oppenheim jugó un papel destacado en la viticultura por su situación en el valle del Rin, rodeada de viñedos. El museo promociona la cultura del vino mediante la combinación de instalaciones exteriores e interiores. 5.000 m² de superficie de exposición repartidos en las tres plantas del edificio del barroco tardío, una casa adjunta y dos áreas al aire libre, muestran 2000 años de viticultura en Alemania.